# Smerinthus
Smerinthus är ett släkte av fjärilar som beskrevs av Pierre André Latreille 1802. Smerinthus ingår i familjen svärmare.

## Dottertaxa tillSmerinthus, i alfabetisk ordning[1][2]
- Smerinthus aestivalis
- Smerinthus albescens
- Smerinthus alticola
- Smerinthus argus
- Smerinthus astarte
- Smerinthus atlanticus
- Smerinthus biocellata
- Smerinthus borealis
- Smerinthus brunnescens
- Smerinthus caeca
- Smerinthus caecus
- Smerinthus caerulocellata
- Smerinthus cerisyi
- Smerinthus cerysii
- Smerinthus cinerascens
- Smerinthus clarissimus
- Smerinthus clarkii
- Smerinthus deroseata
- Smerinthus distinctus
- Smerinthus excaecatus
- Smerinthus flavescens
- Smerinthus flavitincta
- Smerinthus gamma
- Smerinthus geminatus
- Smerinthus geninatus
- Smerinthus jamaicensis
- Smerinthus jünnanus
- Smerinthus kainiti
- Smerinthus kindermanni
- Smerinthus kuangtungensis
- Smerinthus meridionalis
- Smerinthus minor
- Smerinthus monochromica
- Smerinthus myops
- Smerinthus nigrescens
- Smerinthus obscura
- Smerinthus obsoleta
- Smerinthus ocellata
- Smerinthus ocellatus
- Smerinthus ollioryi
- Smerinthus ophthalmica
- Smerinthus orbata
- Smerinthus pallida
- Smerinthus pallidulus
- Smerinthus parvovellata
- Smerinthus planus
- Smerinthus protai
- Smerinthus reducta
- Smerinthus rosea
- Smerinthus rufescens
- Smerinthus saliceti
- Smerinthus salicis
- Smerinthus salius
- Smerinthus semipavo
- Smerinthus szechuanus
- Smerinthus tokyonis
- Smerinthus tripartitus
- Smerinthus uniformis
- Smerinthus vancouverensis
- Smerinthus viridiocellata

## Bildgalleri

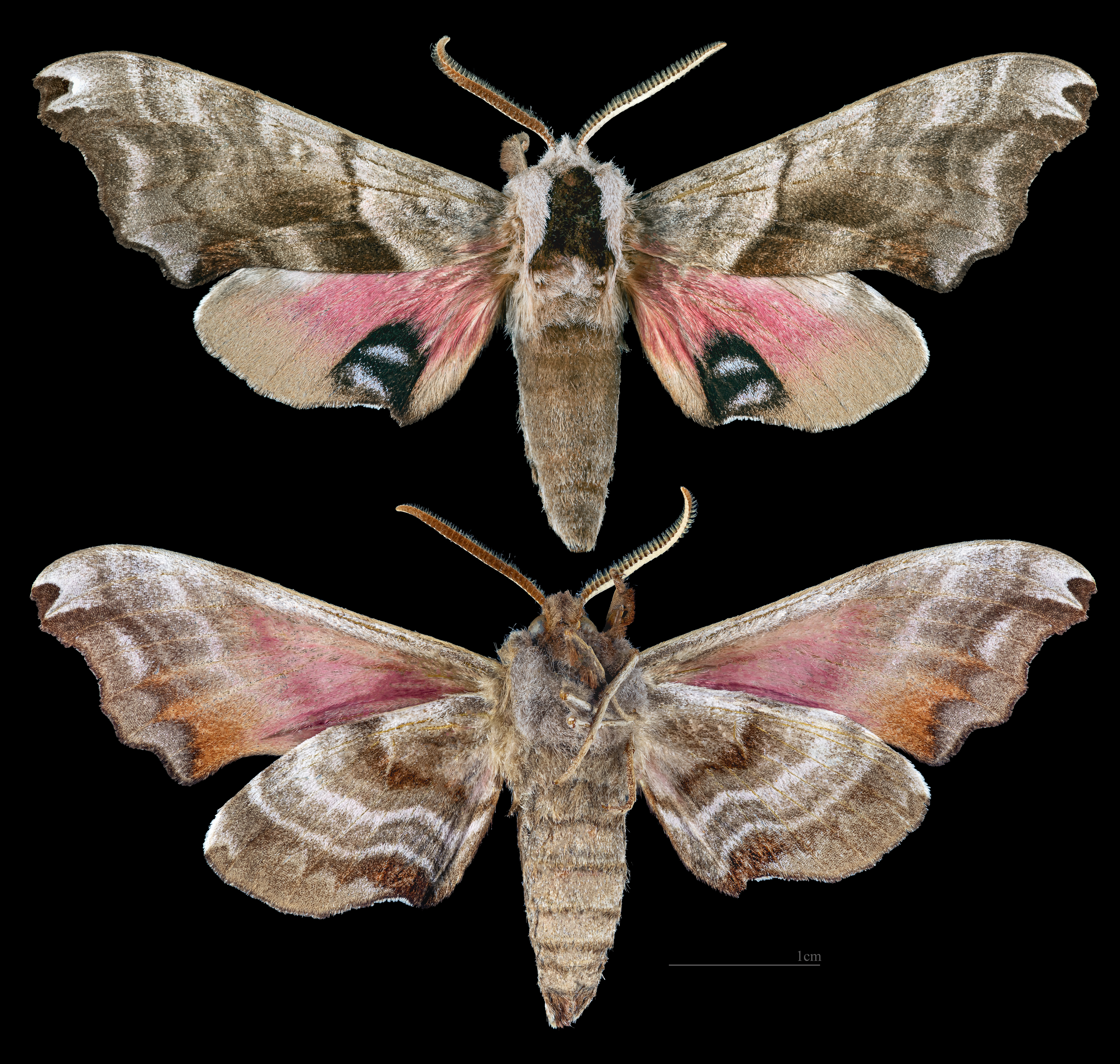
Smerinthus caecus
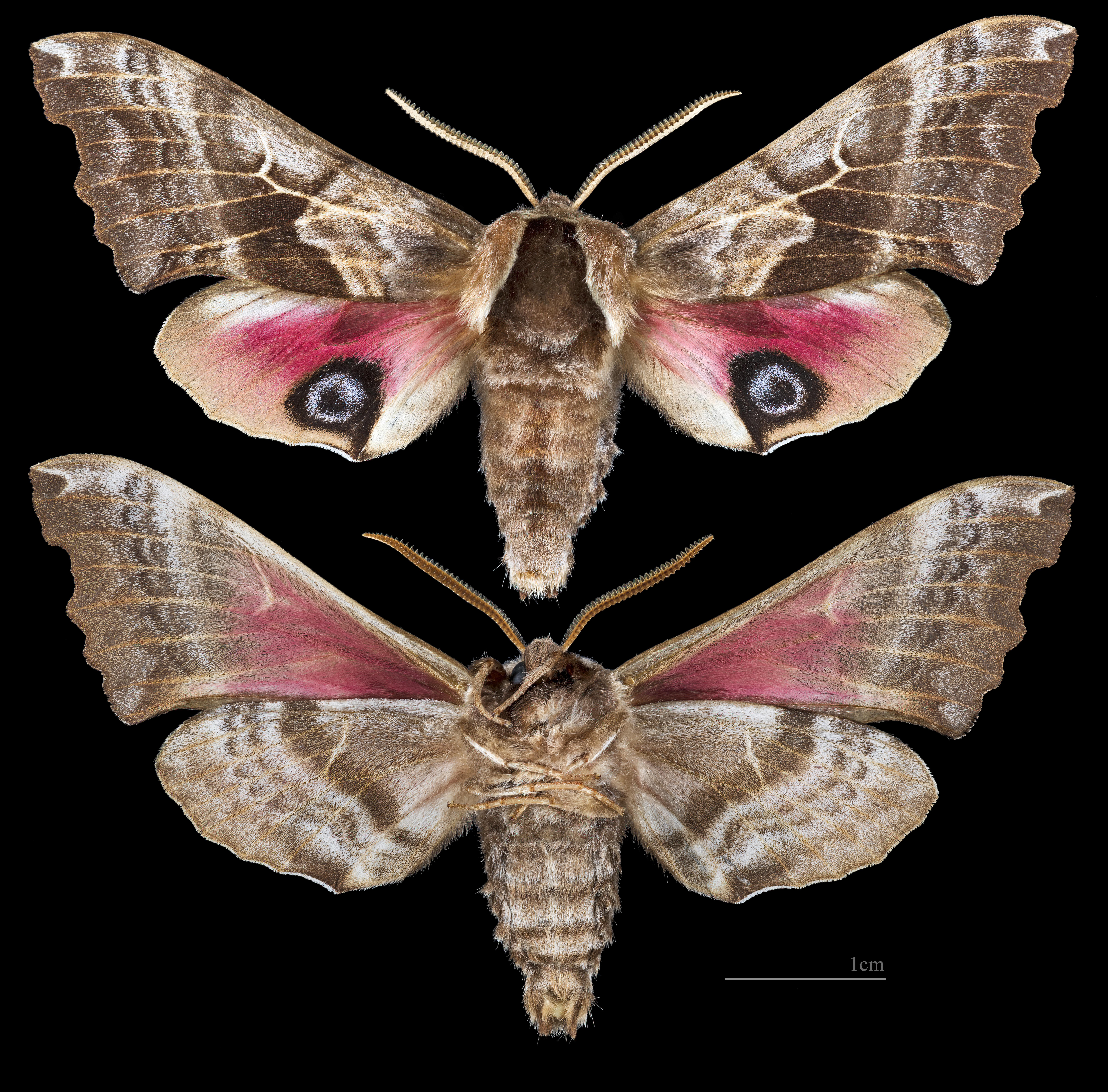
Smerinthus cerisyi
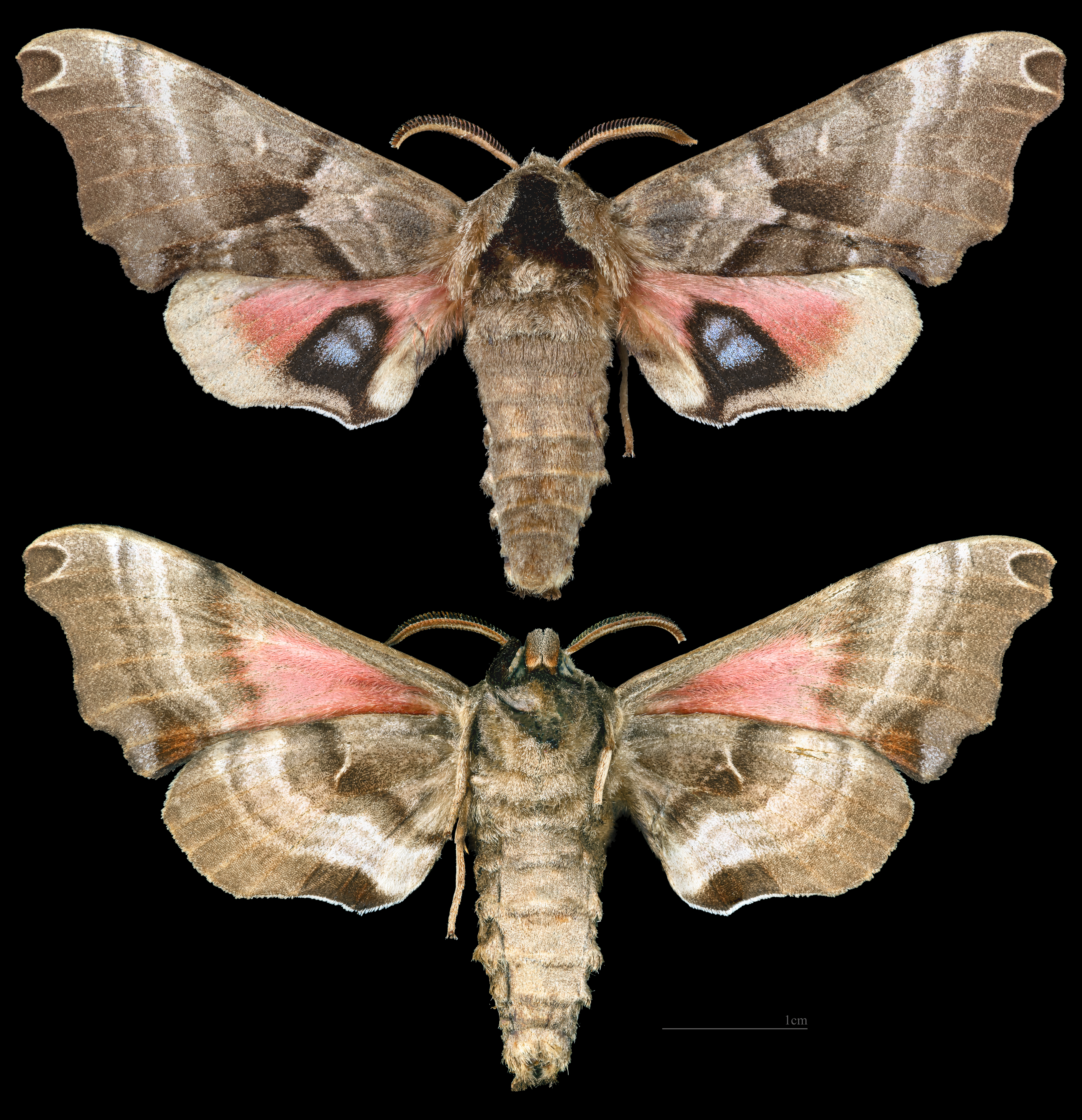
Smerinthus jamaicensis
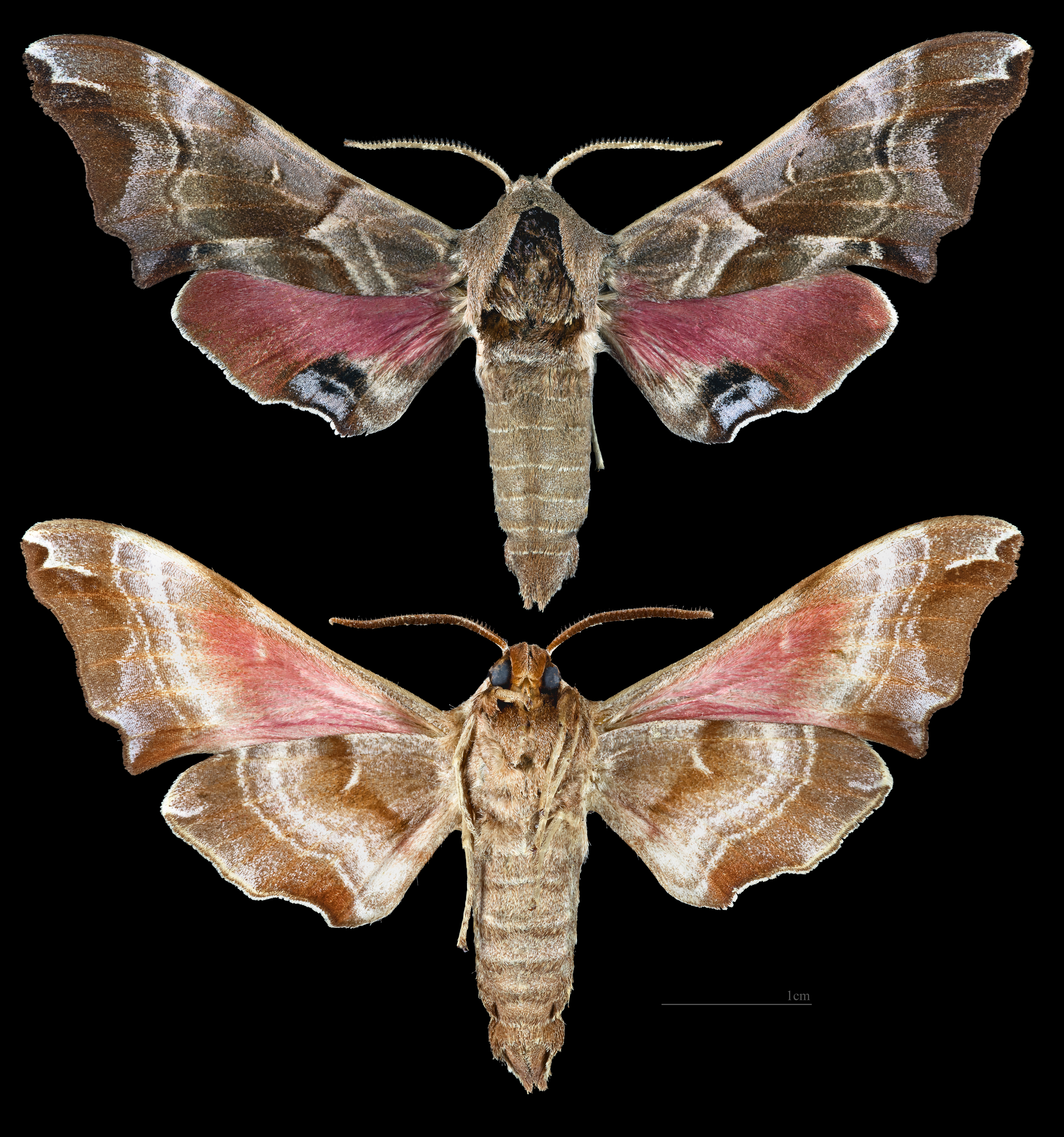
Smerinthus kindermannii
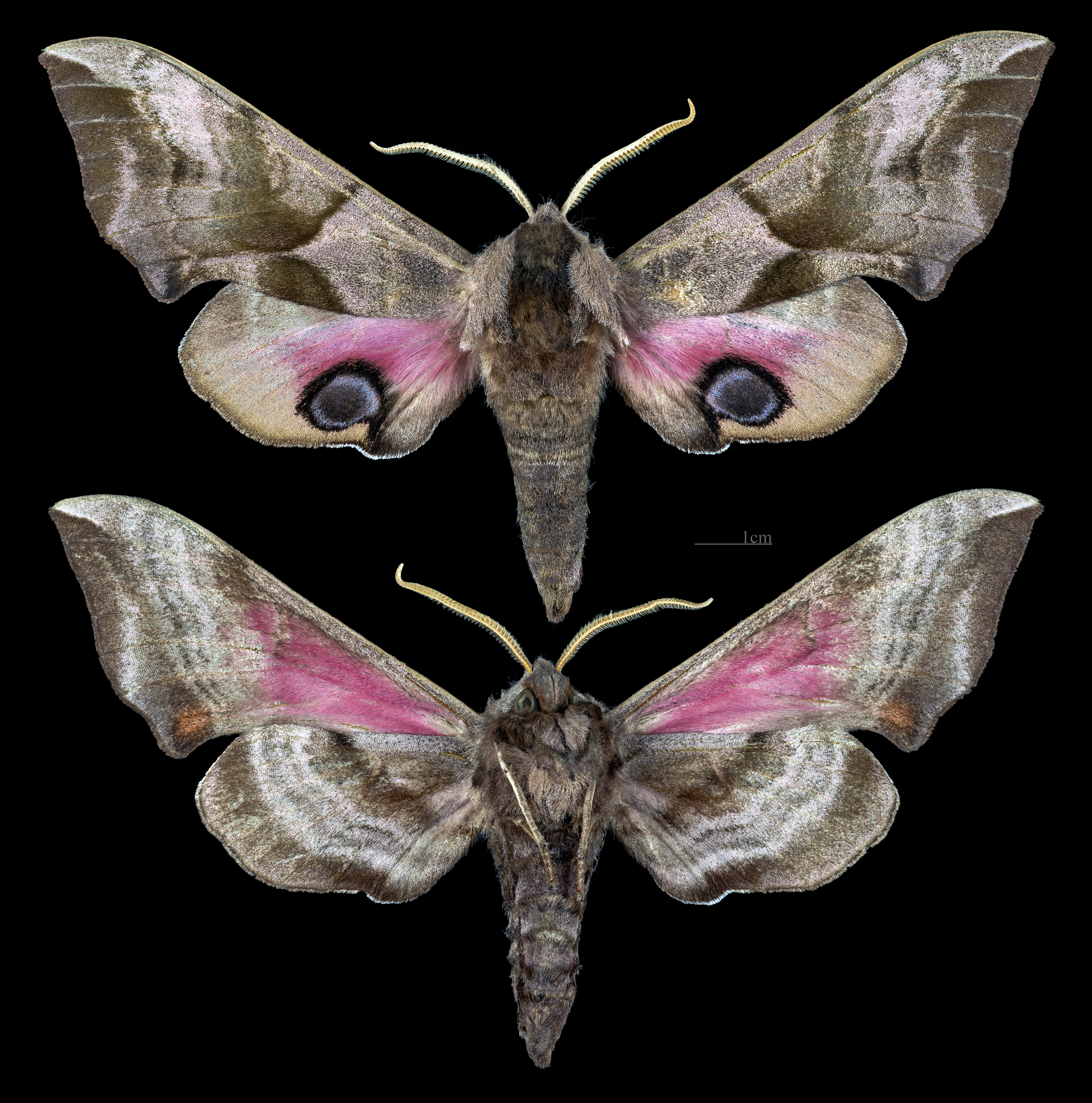
Smerinthus ocellatus
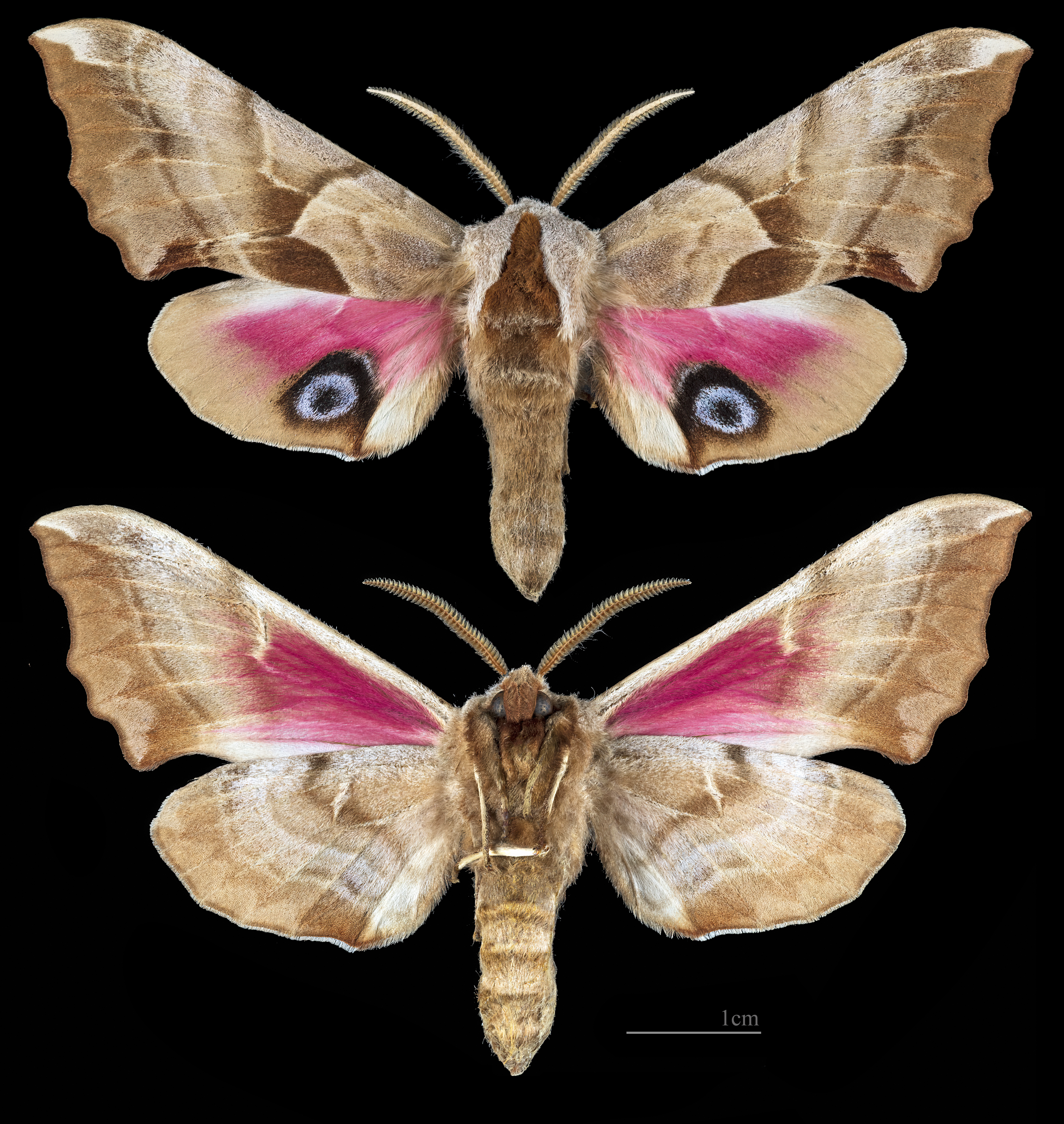
Smerinthus ophthalmica
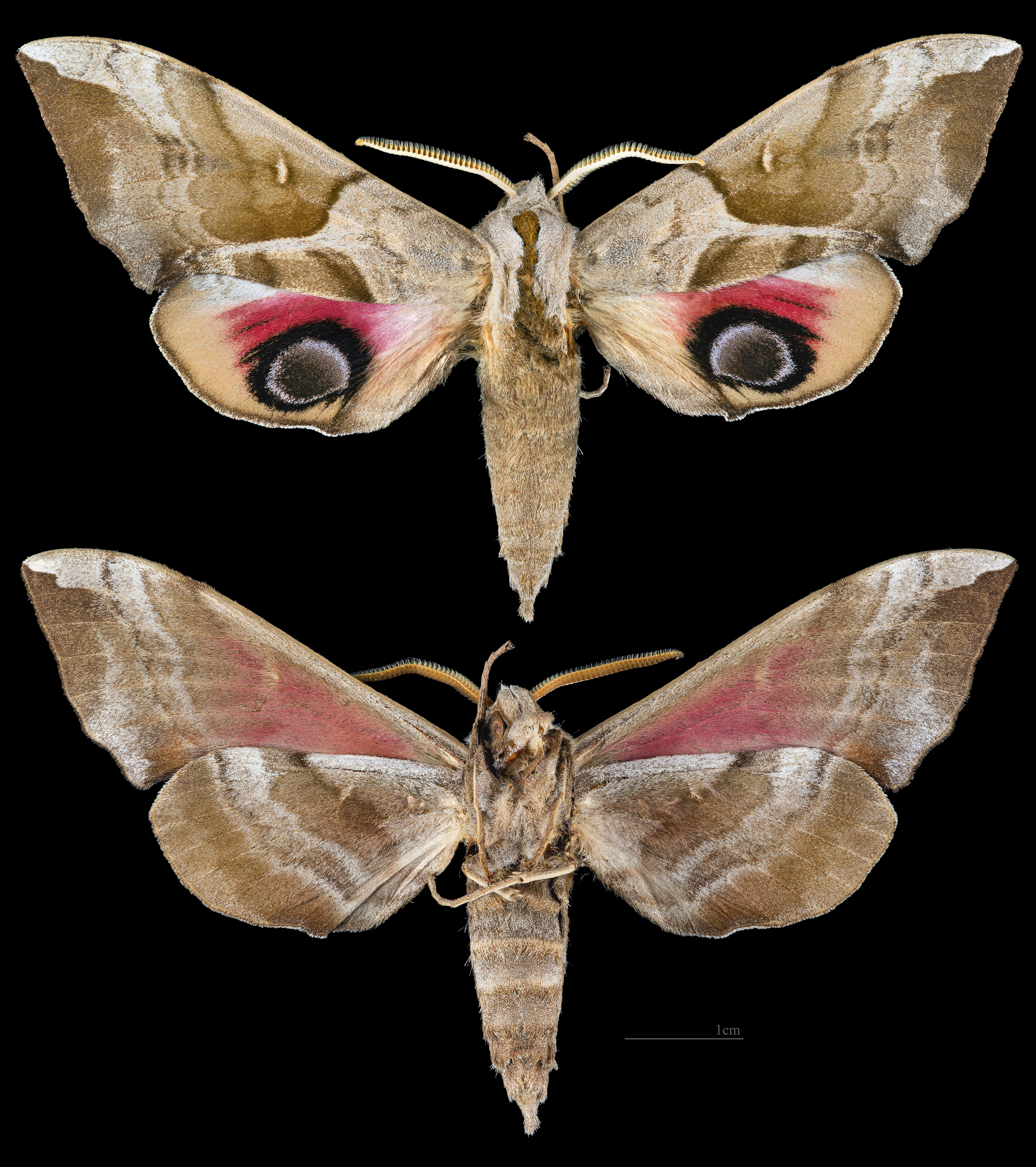
Smerinthus planus
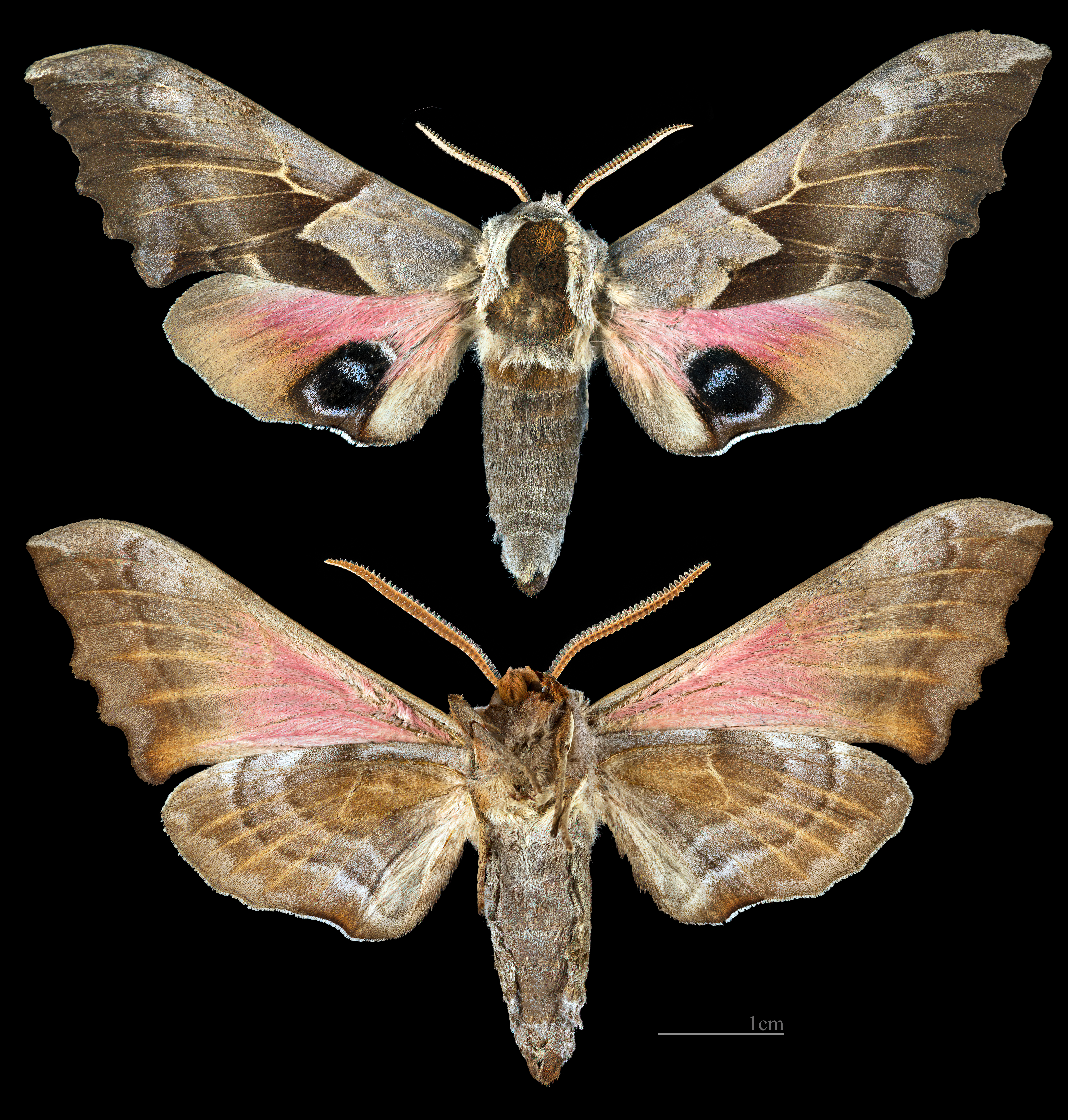
Smerinthus saliceti
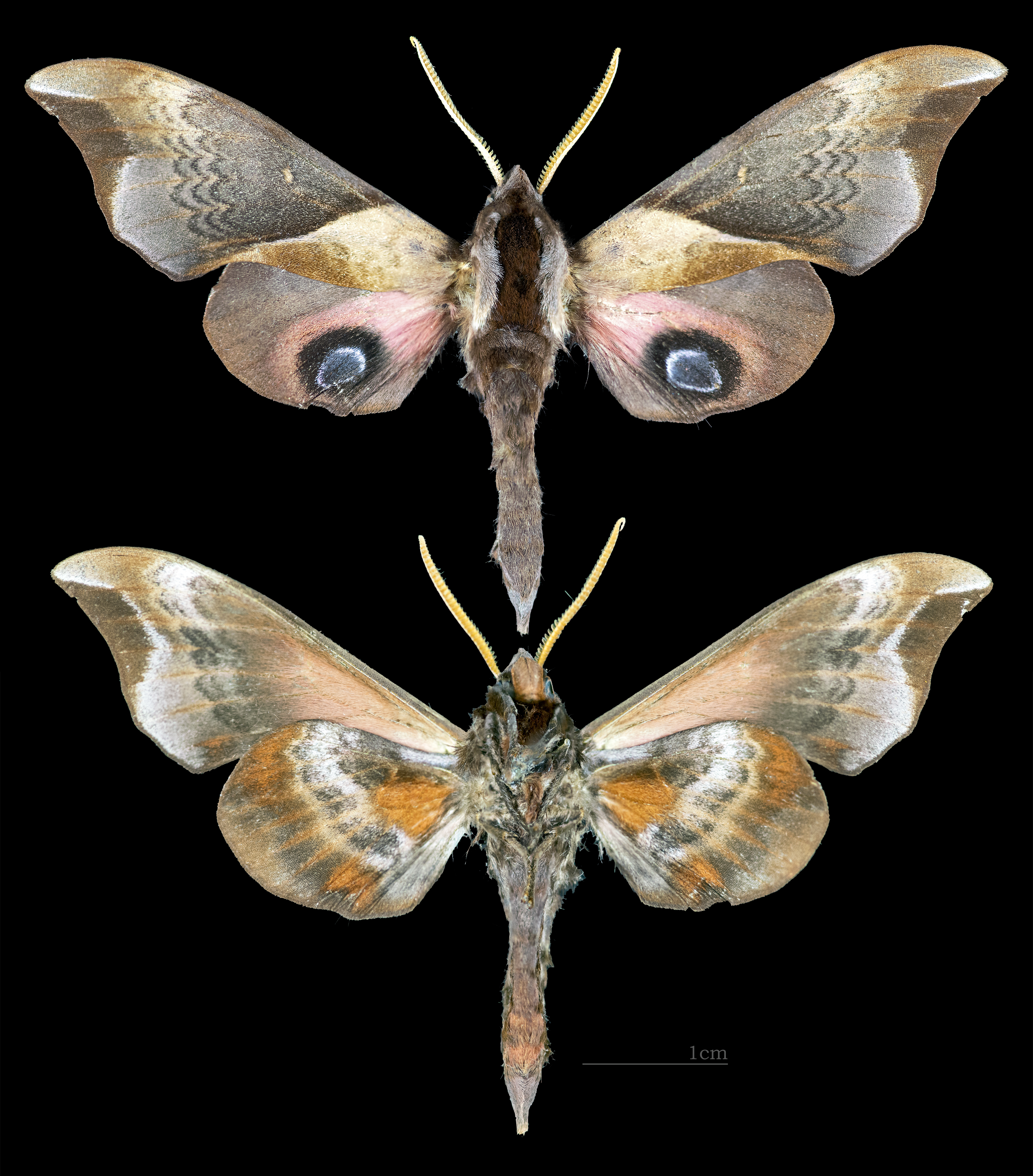
Smerinthus szechuanus
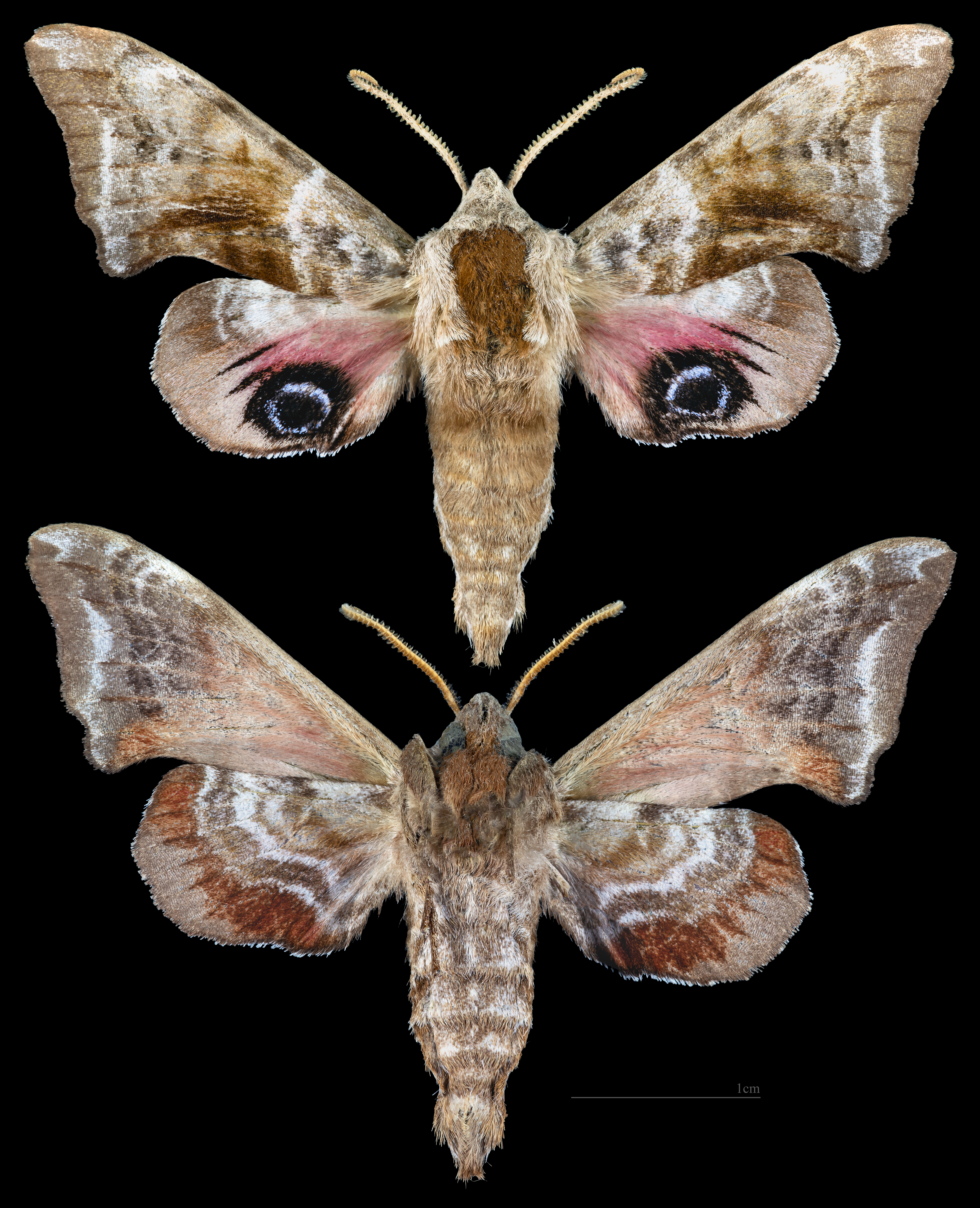
Smerinthus tokyonis